# Cordwainer Smith

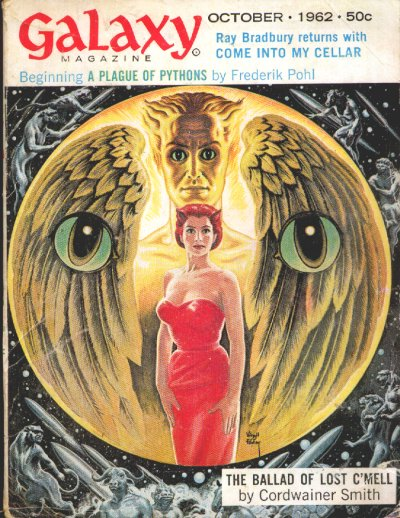
The Ballad of Lost C'Mell cover story i Galaxy Science Fiction oktober 1962. Bild av Virgil Finlay.

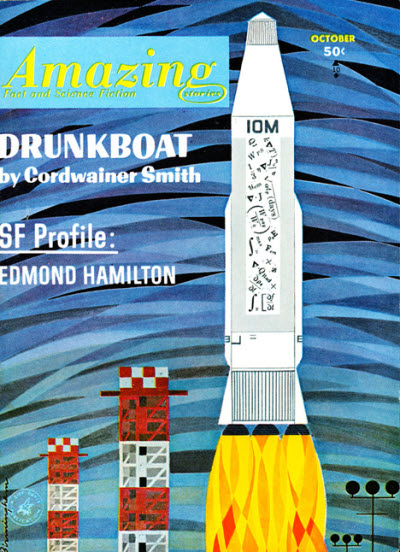
"Drunkboat" var omslag på Amazing Stories oktober 1963. Bild av Lloyd Birmingham.

Cordwainer Smith var en pseudonym för Paul Myron Anthony Linebarger, född 11 juli 1913 i Milwaukee, Wisconsin, USA, död 6 augusti 1966  Baltimore, Maryland, USA  Han var författare av science fiction-böcker samt amerikansk arméofficer, Östasienkännare och expert på psykologisk krigföring. 
Paul Linebarger var son till juristen Paul M.W. Linebarger, som hade nära band med ledarna för Xinhairevolutionen i Kina 1911. Av detta skäl var Linebarger gudson till Sun Yat-sen.
While Sun Yat-sen was struggling against contentious warlords in China.
Pappa Linebarger flyttade runt med sin familj mellan olika platser i Asien, Europa och USA och Paul Linebarger den yngre gick ofta på internatskolor. Han studerade på 30 olika sådana. År 1919, på en internatskola i Hawaii miste han synen på ett öga och fick nedsatt syn på det andra, av en infektion. 
Paul Linebarger talade i vuxen ålder sex språk. Han disputerade vid 23 års ålder i samhällsvetenskap på Johns Hopkins University.
Därefter var han från 1937 lärare på Duke University, där han arbetade på verk om Fjärran Östern och i början av 1940-talet fick en professur. Samtidigt blev han officer i USA:s armé och medverkade i att grunda U.S. Office of War Information och i att bilda amerikanska arméns först enhet för psykologisk krigföring. År 1943 skickades han till Kina för att samordna militär underrättelseverksamhet med Chiang Kai-sheks styrkor. Han blev där nära förtrogen med Chiang Kai-shek.
År 1947 blev han professor i Asienstudier på  Paul H. Nitze School of Advanced International Studies på Johns Hopkins University. Där skrev han den 1948 utgivna Psychological Warfare.
Han var militär rådgivare till de brittiska styrkorna under kolonialupproret i Malaysia och till amerikansk armén i Koreakriget. Han anses också ha haft beröring med CIA under Vietnamkriget.
Han var 1936–1949 gift med Margaret Snow. Paret hade två barn. I sitt andra äktenskap var han från 1950 gift med Genevieve Collins.